# Vitaljina
Vitaljina falu Horvátországban, Dubrovnik-Neretva megyében. Közigazgatásilag Konavle községhez tartozik.

## Fekvése
A Dubrovnik városától légvonalban 39, közúton 44 km-re délkeletre, községközpontjától légvonalban 26, közúton 29 km-re délkeletre, a Prevlaka-félszigettől 2 km-re északnyugatra fekszik. Horvátország legdélibb települése. Főbb településrészei Bezboge, Mitrovići, Misletići, Donji Kraj és Gornji Kraj.

## Története
A település határában található halomsírok és más régészeti leletek tanúsága szerint területe már ősidők óta lakott. Első ismert lakói az illírek voltak, akik magaslatokon épített erődített településeken éltek és kőből rakott halomsírokba temetkeztek. Illír erődítmény maradványai találhatók a Vitoš Grad nevű magaslaton. Halomsírjaik láthatók többek között a Bezboge és Stražnik településrészeken. A rómaiak az i. e. 2. században győzték le az illíreket és Epidaurum központtal e területet is a birodalomhoz csatolták. A római hatalmat a népvándorlás vihara rengette meg. A Nyugatrómai Birodalom bukása után a keleti gótok özönlötték el a térséget, őket 537-től 1205-ig kisebb megszakításokkal a bizánciak követték. A 7. században avarok és a kíséretükben érkezett szlávok, a mai horvátok ősei árasztották el a területet. A várakat lerombolták és az ellenálló lakosságot leöldösték. Így semmisült meg a mindaddig fennálló Epidaurum. A túlélő lakosság előbb az északnyugatra fekvő Župára, majd Raguzába menekült. 
Területe a 9. és 11. század között Travunja része volt, mely Dél-Dalmácián kívül magában foglalta a mai Hercegovina keleti részét és Montenegró kis részét is. Travunja sokáig a szerb, a zétai és bosnyák uralkodók függőségébe tartozó terület volt. A Raguzai Köztársaság Konavle keleti részével együtt 1419-ben vásárolta meg bosnyák urától Sandalj Hranićtól. A falu templomát már 1427-ben említik. A vitaljinai káplánságot 1620-ban alapították, azelőtt a pločicai plébánia délkeleti részét képezte. A plébánia rangját csak 1951. november 12-én kapta meg.
Az 1806-ban a Konavléra rátörő orosz és montenegrói sereg a település házait is kifosztotta, közülük sokat fel is gyújtottak. A köztársaság bukása után 1808-ban Dalmáciával együtt ez a térség is a köztársaságot legyőző franciák uralma alá került, de Napóleon bukása után 1815-ben a berlini kongresszus Dalmáciával együtt a Habsburgoknak ítélte. 1857-ben 335, 1910-ben 518 lakosa volt. A település iskolája 1905-ben nyílt meg. 1918-ban az új szerb-horvát-szlovén állam, majd később Jugoszlávia része lett. A délszláv háború idején 1991. szeptember 23-án éjszaka a jugoszláv hadsereg, valamint szerb és montenegrói szabadcsapatok foglalták el a települést, melyet kifosztottak és felégettek. A lakosság nagy része a jól védhető Dubrovnikba menekült és csak 1992 októberének végén térhetett vissza. A háború után rögtön megindult az újjáépítés. A településnek 2011-ben 211 lakosa volt. Lakói főként mezőgazdasággal foglalkoztak. 

## Népesség
| Lakosság változása | Lakosság változása | Lakosság változása | Lakosság változása | Lakosság változása | Lakosság változása | Lakosság változása | Lakosság változása | Lakosság változása | Lakosság változása | Lakosság változása | Lakosság változása | Lakosság változása | Lakosság változása | Lakosság változása | Lakosság változása |
| ------------------ | ------------------ | ------------------ | ------------------ | ------------------ | ------------------ | ------------------ | ------------------ | ------------------ | ------------------ | ------------------ | ------------------ | ------------------ | ------------------ | ------------------ | ------------------ |
| 1857               | 1869               | 1880               | 1890               | 1900               | 1910               | 1921               | 1931               | 1948               | 1953               | 1961               | 1971               | 1981               | 1991               | 2001               | 2011               |
| 335                | 359                | 392                | 497                | 492                | 518                | 422                | 565                | 423                | 379                | 360                | 340                | 316                | 300                | 242                | 211                |

## Nevezetességei
- A Szent Megváltó tiszteletére szentelt plébániatemploma[4] a település feletti dombon áll, ahonnan mindig szemmel lehetett tartani az ide érkezőket. 1911-ben építették a korábbi templom közelében, mely kisebb és rozogább állapotban volt. Felszentelése 1911. szeptember 30-án történt. A harangtornyot 1966-ban építették. 1991-ben a szerb támadás során gránáttalálatok érték és súlyosan megrongálódott. Néhány évig tető nélkül állt kitéve az időjárás viszontagságainak. A háború után a község és a hívek költségén felújították. Ennek során átépítették a liturgikus teret és új, kőből épített oltárt kapott. A felújított templomot 1999. április 18-án szentelték fel.

- A régi Szent Megváltó templomot 1427-ben említik először. A 17. században oldalkápolnával bővítették. 1911-ig ez volt a település temploma. Ma használaton kívül áll.

- A Szent Miklós templom[5] a Mitrovići településrészen áll. A 15. században építették, de csak 1687-ben említik először. Barokk építészeti elemei alapján valószínűsíthető, hogy ez egyben az átépítés éve volt.

- Punta Ošrto erődje[6] a Prevlaka-féslsziget legvégén, azaz Oštra-fokon található, és az egész félsziget mentén kiépített út vezet hozzá. Az erőd a terepalakzatokat követi, és öt ovális elrendezésű szintre szerveződik. Az alsó szinteken a legénység szállásai, az óvóhelyek és félkör alakú alaprajzú raktárak találhatók. Vastag falak és boltozatok jellemzik őket, a burkolás pedig kőlapokkal és téglákkal történt. Az erőd felső részein a mennyezet vasgerendákkal van megerősítve. A második és a harmadik szinten két tágas terasz található víztartállyal, nagyon igényes kialakítású kőpártázattal. A burkolat a kamenari kőbányából származó, vöröses tónusú kőlapokból készült. Az erőd a legmagasabb szinten, és kőprofilos konzolokban végződik, amelyeken valószínűleg a nyomokban megmaradt pártázat pihent. Az erőd finoman faragott kőből épült, különböző típusú nyílásokkal ellátva.

- Vitoš Grad ókori várának maradványai

- Ókori halomsírok a település határában